# One International Finance Centre
Le One International Finance Centre est un gratte-ciel de 210 mètres construit à Hong Kong en 1999. Il est voisin du Two International Finance Centre, de forme identique mais deux fois plus haut.